# Helge Nissen
Helge Nissen (5. september 1871 i Rydhave ved Holstebro – 5. oktober 1926 i København) var en dansk operasanger (baryton), bror til Niels Frederik Nissen.
Han debuterede i 1897 på Det kongelige Teater som Mefisto i Gounods Faust. I sin tid var han den førende baryton i roller som Hans Sachs i Mestersangerne i Nürnberg, Wotan i Nibelungens Ring og Kaspar i Jægerbruden. Ved uropførelsen af Maskarade i 1906 sang han partiet som Henrik. Han blev udnævnt til Kongelig kammersanger i 1909. Fra 1912 var han operainstruktør og leder af Det kgl. Teaters operaskole. 
Nissen indspillede 1908-14 omkring 70 grammofonplader, bl.a. Perlefiskerduetten sammen med Vilhelm Herold. 
Helge Nissen spillede en rolle i filmen "Blade af satans bog".